# Roncus caballeroi
Espèce
Roncus caballeroi est une espèce de pseudoscorpions de la famille des Neobisiidae.

## Distribution
Cette espèce est endémique de Catalogne en Espagne. Elle se rencontre à Gualba dans la grotte Avenc de les Pedreres.

## Publication originale
- Lagar, Cañelles & Torrella, 1974 : El Avenc de les Pedreres, Gualba-Vallès. Oriental. Senderos, vol. 184, p. 26-29.